# Elezioni amministrative a San Marino del 1984
Le elezioni amministrative sammarinesi del 1984 si svolsero il 3 giugno nei 9 castelli di San Marino per l'elezione delle Giunte di Castello.
Le elezioni prevedevano l'elezione indiretta del Capitano di Castello dopo l'elezione della Giunte di Castello.
I membri delle Giunte di Castello erano:
- 15 membri peri Castelli con popolazione fino a 2.000 abitanti
- 21 membri per i Castelli con popolazione pari o superiore a 2.000 abitanti.

## Elezioni del 3 giugno 1984
Acquaviva
| Liste                                     | Voti | %     | Seggi |
| ----------------------------------------- | ---- | ----- | ----- |
| Partito Democratico Cristiano Sammarinese | 270  | 46,63 | 7     |
| Partito Comunista Sammarinese             | 150  | 25,91 | 4     |
| Partito Socialista Sammarinese            | 86   | 14,85 | 2     |
| Partito Socialista Unitario               | 73   | 12,61 | 2     |
| Totale                                    | 579  | 100   | 15    |
| Elettori                                  | 707  |       |       |

Eletto Loris Mazza (PDCS)  Capitano di Castello.
Borgo Maggiore
| Liste                                      | Voti  | %     | Seggi |
| ------------------------------------------ | ----- | ----- | ----- |
| Partito Democratico Cristiano Sammarinese  | 1 115 | 50,52 | 11    |
| Partito Comunista Sammarinese              | 378   | 17,13 | 4     |
| Partito Socialista Sammarinese             | 336   | 15,22 | 3     |
| Partito Socialista Unitario                | 311   | 14,09 | 3     |
| Partito Socialista Democratico Sammarinese | 67    | 3,04  | –     |
| Totale                                     | 2 207 | 100   | 21    |
| Elettori                                   | 2 720 |       |       |

Eletto Ernesto Benedettini (PDCS)  Capitano di Castello.
Chiesanuova
| Liste                                     | Voti | %     | Seggi |
| ----------------------------------------- | ---- | ----- | ----- |
| Partito Democratico Cristiano Sammarinese | 215  | 56,88 | 9     |
| Partito Comunista Sammarinese             | 75   | 19,84 | 3     |
| Partito Socialista Sammarinese            | 60   | 15,87 | 2     |
| Partito Socialista Unitario               | 28   | 7,41  | 1     |
| Totale                                    | 378  | 100   | 15    |
| Elettori                                  | 439  |       |       |

Eletto Aldo Zavoli (PDCS)  Capitano di Castello.
Domagnano
| Liste                                     | Voti  | %     | Seggi |
| ----------------------------------------- | ----- | ----- | ----- |
| Partito Democratico Cristiano Sammarinese | 521   | 52,68 | 9     |
| Partito Socialista Unitario               | 169   | 17,09 | 2     |
| Partito Comunista Sammarinese             | 155   | 15,67 | 2     |
| Partito Socialista Sammarinese            | 144   | 14,56 | 2     |
| Totale                                    | 989   | 100   | 15    |
| Elettori                                  | 1 198 |       |       |

Eletto Cesare Antonio Gasperoni (PDCS)  Capitano di Castello.
Faetano
| Liste                                     | Voti | %     | Seggi |
| ----------------------------------------- | ---- | ----- | ----- |
| Partito Democratico Cristiano Sammarinese | 191  | 48,48 | 8     |
| Partito Comunista Sammarinese             | 90   | 22,84 | 3     |
| Partito Socialista Sammarinese            | 86   | 21,83 | 3     |
| Partito Socialista Unitario               | 27   | 6,85  | 1     |
| Totale                                    | 394  | 100   | 15    |
| Elettori                                  | 497  |       |       |

Eletta Edda Ceccoli (PDCS)  Capitana di Castello.
Fiorentino
| Liste                                     | Voti | %     | Seggi |
| ----------------------------------------- | ---- | ----- | ----- |
| Partito Comunista Sammarinese             | 255  | 35,86 | 5     |
| Partito Democratico Cristiano Sammarinese | 174  | 24,47 | 4     |
| Partito Socialista Sammarinese            | 142  | 19,97 | 3     |
| Partito Socialista Unitario               | 140  | 19,69 | 3     |
| Totale                                    | 711  | 100   | 15    |
| Elettori                                  | 832  |       |       |

Eletto Primo Mariani (PCS)  Capitano di Castello.
Montegiardino
| Liste                                     | Voti | %     | Seggi |
| ----------------------------------------- | ---- | ----- | ----- |
| Partito Democratico Cristiano Sammarinese | 147  | 44,28 | 7     |
| Partito Socialista Sammarinese            | 90   | 27,11 | 4     |
| Partito Comunista Sammarinese             | 62   | 18,67 | 3     |
| Partito Socialista Unitario               | 33   | 9,94  | 1     |
| Totale                                    | 332  | 100   | 15    |
| Elettori                                  | 386  |       |       |

Eletto Francesco Berardi (PDCS)  Capitano di Castello.
Città di San Marino
| Liste                                      | Voti  | %     | Seggi |
| ------------------------------------------ | ----- | ----- | ----- |
| Partito Democratico Cristiano Sammarinese  | 1 152 | 47,31 | 11    |
| Partito Comunista Sammarinese              | 438   | 17,99 | 4     |
| Partito Socialista Unitario                | 415   | 17,04 | 3     |
| Partito Socialista Sammarinese             | 252   | 10,35 | 2     |
| Partito Repubblicano Sammarinese           | 106   | 4,35  | 1     |
| Partito Socialista Democratico Sammarinese | 72    | 2,96  | –     |
| Totale                                     | 2 435 | 100   | 21    |
| Elettori                                   | 2 975 |       |       |

Eletto Luigi Mazza (PDCS)  Capitano di Castello.
Serravalle
| Liste                                     | Voti  | %     | Seggi |
| ----------------------------------------- | ----- | ----- | ----- |
| Partito Democratico Cristiano Sammarinese | 1 695 | 45,19 | 10    |
| Partito Comunista Sammarinese             | 1 005 | 26,79 | 5     |
| Partito Socialista Sammarinese            | 531   | 14,16 | 3     |
| Partito Socialista Unitario               | 520   | 13,86 | 3     |
| Totale                                    | 3 751 | 100   | 21    |
| Elettori                                  | 4 457 |       |       |

Eletto Ugo Pelliccioni (PDCS)  Capitano di Castello.